# Meliaceae
Meliaceae é uma família composta por árvores e arbustos, dióiocos ou monóicos, de casca muitas vezes bastante amarga e com a presença de células secretoras de resina. As folhas das meliáceas são sempre compostas, alternas, pinadas, sem estípulas e às vezes com púlvinos na base. As flores são bissexuadas ou unissexuadas por aborto; possuem estaminódios e pistilódios bem desenvolvidos; os filetes são livres, unidos em tubo ou ainda adnatos na parte inferior do androginóforo colunar como em Cedrela. Os frutos são cápsulas loculicidas, septífragas ou raramente drupas como em Melia.
A família possui 8 gêneros neotropicais sendo que no estado de São Paulo está representada por 4 gêneros nativos (Cabralea, Cedrela, Guarea e Trichilia) e 2 introduzidos (Melia e Aglaia).
Representa aproximadamente 550 espécies em 50 gêneros. Entre  as espécies arbóreas estão algumas de valor econômico como a madeira do cedro-rosa (Cedrela sp.), do mogno (Swietenia sp.) e dos extrativos químicos da  nim (Azadirachta indica).

## Etimologia
O nome da família tem sua origem do gênero Melia L., que é o nome dado na Grécia ao freixo (Fraxinus excelsior L., uma Oleaceae) em resultado das semelhanças morfológicas entre a folhagem desta com M. azedarach, a espécie tipo da família Meliaceae.

## Descrição

### Folhas
Folhas compostas, às vezes com gema apical (Guarea), raramente simples; alternas, ou raramente opostas, pinadas, sem estípulas, raramente com pontuações translúcidas, e às vezes com pulvinos na base. Meliaceae são reconhecíveis pelas suas folhas espiraladas e bem desenvolvidas contrafortes, ou seja, as bases das folhas estão inchadas e mais ou menos alongadas verticalmente. Os folhetos são muitas vezes opostos, secos, finos e quebradiços, com pouca forma de venação terciária evidente.

### Flores
As flores geralmente são organizadas em inflorescências determinadas e axilares, ou menos frequentemente, podem ser terminais do tipo cimo ou racemo; pouco vistosas, bissexuadas ou unissexuadas (plantas monoicas, dioicas ou poligâmicas), actinomorfas, diclamídeas; cálice 4-5 sépalas, geralmente gamossépalo, prefloração geralmente imbricada; corola 3-7 pétalas, gamopétala ou dialipétala, prefloração valvar ou imbricada; estames em número igual ou duplo ao das pétalas ou numerosos, unidos em tubo estaminal ou livres, com ou sem apêndices apicais, glabros ou pubescentes, anteras rimosas; possuem disco nectarífero anular, intraestaminal, podendo formar um androginóforo, como em Cedrela; gineceu gamocarpelar, ovário súpero, 2-6(-pluri)-locular, placentação axilar, lóculos uni a pluriovulados, células mãe muitas vezes numerosas. Os botões florais são muitas vezes mais longo que largo, com pétalas muitas vezes maiores que sépalas.

### Frutos
Assim como suas sementes, os frutos são geralmente muito grandes. Encontram-se em forma de em drupa (Melia), baga (Aglaia) ou mais frequentemente cápsulas, loculicidas (os septos se abrem pelo meio) ou septífragas (deiscência em que as valvas se desprendem do septo); sementes frequentemente secas e aladas.

## Distribuição Geográfica
Distribuição Geral: Distribuição pantropical (amplamente em regiões tropicais e subtropicais).
Distribuição no Brasil:
- Norte: Acre, Amazonas, Amapá, Pará, Rondônia, Roraima, Tocantins.
- Nordeste: Alagoas, Bahia, Ceará, Maranhão, Paraíba, Pernambuco, Piauí, Rio Grande do Norte, Sergipe.
- Centro-oeste: Distrito Federal, Goiás, Mato Grosso do Sul, Mato Grosso.
- Sudeste: Espírito Santo, Minas Gerais, Rio de Janeiro, São Paulo.
- Sul: Paraná, Rio Grande do Sul, Santa Catarina.

Seus biomas são Amazônia, Caatinga, Cerrado, Mata Atlântica, Pantanal.

## Adaptações/Caracteres Evolutivos
Uma adaptação da família é que a maioria das meliáceas possui um tubo floral bem desenvolvido, que é formado pela conexão dos filamentos – uma forma bastante incomum de formar um tubo. As adaptações ampliam-se nos modos de dispersão de sementes e de polinização. Abelhas e mariposas são os principais polinizadores das pequenas flores nectaríferas de Meliaceae. Gêneros com drupas ou cápsulas e/ou sementes coloridas são dispersas por aves e mamíferos (incluindo morcegos). Sementes aladas (como em Swietenia e Cedrela) são dispersas pelo vento.
A monofilia de Meliaceae é sustentada por análises de sequências de DNA (Gadek et al., 1996; Muellner et al., 2003) e de caracteres morfológicos. Os gêneros pertencem ou à Melioideae (frutos cápsulas, bagas ou drupas com sementes não-aladas; xilema secundário com um ou dois raios seriados e gemas sem escamas), ou à Swietenioideae  (cápsulas com sementes aladas; xilema secundário com 3 a 6 raios seriados e gemas providas de escamas) (Pennington e Styles, 1975). Swietenioideae contém gêneros como Swietenia e Cedrela e é monofilética com base nas suas características de sementes aladas e achatadas (em cápsulas) e nas gemas providas de escamas. Cedrela é característico por suas flores, que apresentam filetes separados (uma reversão) e pétalas eretas. Melia e Azadirachta partilham frutos drupáceos, uma possível sinapomorfia.
A dioicia e outros sistemas que também apresentam dimorfismo sexual, como por exemplo, a heterostilia, têm sido interpretados como mecanismos para aumentar a variabilidade genética e reduzir a depressão endogâmica na população (Charlesworth & Charlesworth 1978; Thomson & Barret 1981). Por outro lado, existem outras ideias que defendem a hipótese que a dioicia evoluiu em função da seleção sexual para que houvesse uma otimização da alocação de recursos para a reprodução (Givnish 1982; Cruden 1988; Willson 1994). Neste caso, os fatores ecológicos são considerados como primários na evolução da dioicia (Givnish 1982). Assim, os indivíduos masculinos atuariam na dispersão do pólen, aumentando a quantidade de parceiros e os femininos investiriam na produção de frutos, otimizando a qualidade de suas sementes (Janzen 1977; Bawa 1980; Lloyd 1982).
O papel das funções no desenvolvimento floral é descrito pelo modelo ABC, um modelo clássico proposto primeiramente por Coen e Weyerowitz (1991), o qual sugere três classes de genes homeóticos (genes de identidade dos órgãos florais): A, B e C. Devido à surpreendente constância da organização floral em angiospermas, sugere-se que o modelo ABC seja altamente conservado durante a evolução (Baum, 1998; Irish, 1999; Ferrario et al., 2004). Desta forma, os estudos relacionados à identificação de variações no número de genes, no padrão de expressão gênica e na interação entre os produtos gênicos, podem contribuir para o entendimento da evolução das flores (Theissen, 2000).

## Reprodução
A reprodução ocorre sexuadamente, nas plantas dioicas e monoicas, onde a união do grão de pólen (célula masculina) ao óvulo (célula feminina) dará origem à semente. A polinização cruzada é promovida pela presença de flores unissexuais com a ajuda de agentes polinizadores.

## Importância Econômica
Do ponto de vista econômico, merecem destaque algumas espécies que produzem madeira de boa qualidade, valorizada para fabricação de móveis, instrumentos musicais, acabamentos de interiores e construções navais, como o mogno (Swietenia macrophylla) e o cedro-branco (Cedrela fissilis). Outra espécie bastante importante é a árvore neem (Azadirachta indica), que produz uma resina anti-séptica usada medicinalmente ou na produção de pasta de dente, sabonetes e loções. A madeira de muitas espécies desta família está entre as mais procuradas madeiras comerciais do mundo (Muellner et al., 2003), principalmente para a indústria moveleira, além da possível utilização na arborização urbana, e de possuírem compostos ativos como os metabólitos secundários conhecidos como liminóides e meliacinas (Mabberley et al., 1995). Essas substâncias são utilizadas como repelentes de insetos (Valladares et al. 1999; Abdelgaleil et al., 2001. Simmonds et al., 2001), como ação inseticida (Schneider et al., 2000; Greger et al., 2001), fungicida (Govindachari et al., 1999. Engelmeier et al., 2000), bactericida (Kumar & Gopal, 1999, Aboutatb et al., 2000) e antiviral em plantas (Singh et al., 1998) e ainda observa-se a ocorrência de numerosas substâncias com efeitos medicinais em humanos e animais (Bamba et al., 1999, Benencia et al., 2000; Benosman et al., 2000).

## Conservação
A excessiva exploração mundial de espécies de Meliaceae tem causado uma redução considerável na população dessas espécies. No Brasil, esta exploração desordenada de espécies de Meliaceae ocorre principalmente na região amazônica, provocando grande impacto sobre a estrutura genética e populacional nas áreas de ocorrência natural. Este processo de exploração, aliado às altas taxas de desmatamento, provoca a fragmentação das áreas contínuas da floresta tropical e do isolamento de populações inteiras, prejudicando, ou mesmo inviabilizando, o fluxo gênico entre os indivíduos (White et al., 2002).
Apesar disso, segundo a Lista Oficial das Espécies da Flora Brasileira Ameaçadas de Extinção de 2008, apenas uma espécie, Swietenia macrophylla, encontra-se ameaçada de extinção. Devido ao desmatamento intenso, inúmero projetos que visam a proteção e conservação da espécie foram propostos, porém sem sucesso, estando atualmente proibida a exploração predatória desta espécie.

## Potencial Ornamental
Algumas espécies são cultivadas como ornamentais, como a aglaia (Aglaia odorata) e a amargoseira (Melia azedarach).  Em florestas de brejo, destaca-se o cedro-cheiroso (Cedrela odorata) e no sub-bosque das florestas estacionais, destacam-se espécies dos gêneros Trichilia, conhecidas popularmente como catiguá, e Guarea, conhecidas como marinheiro.

## Gêneros
- Aglaia
- Anthocarapa
- Aphanamixis
- Astrotrichilia
- Azadirachta
- Cabralea
- Calodecaryia
- Capuronianthus
- Carapa
- Cedrela
- Chisocheton
- Chukrasia
- Cipadessa
- Dysoxylum
- Ekebergia
- Entandrophragma
- Guarea
- Heckeldora
- Humbertioturraea
- Khaya
- Lansium
- Lepidotrichilia
- Lovoa
- Malleastrum
- Melia
- Munronia
- Naregamia
- Neobeguea
- Nymania
- Owenia
- Pseudobersama
- Pseudocarapa
- Pseudocedrela
- Pterorhachis
- Quivisianthe
- Reinwardtiodendron
- Ruagea
- Sandoricum
- Schmardaea
- Soymida
- Sphaerosacme
- Swietenia
- Toona
- Trichilia
- Turraea
- Turraeanthus
- Vavaea
- Walsura
- Xylocarpus

### Gêneros Nativos do Brasil
- Cabralea
- Carapa
- Cedrela
- Guarea
- Swietenia
- Trichilia

### Gêneros Introduzidos no Brasil
- Aglaia
- Aphanamixis
- Azadirachta
- Khaya
- Melia
- Sandoricum
- Toona